# Grzegorz Cziura
Grzegorz Cziura (Knurów, 3 gennaio 1952 – Siemianowice Śląskie, 17 luglio 2004) è stato un sollevatore polacco che ha gareggiato nelle categorie dei pesi gallo (fino a 56 kg) e dei pesi piuma (fino a 60 kg).

## Biografia
Cziura ha partecipato a due edizioni dei Giochi olimpici. Alle Olimpiadi di Monaco 1972 non riuscì a terminare la gara con un punteggio utile in quanto fallì i tre tentativi a disposizione nell'ultima delle tre prove, quella dello slancio, finendo così fuori classifica.
Alle Olimpiadi di Montréal 1976, valide anche come campionati mondiali, riuscì a disputare un'ottima prova, conquistando la medaglia d'argento con 252,5 kg nel totale su due prove, finendo la gara alle spalle del bulgaro Norajr Nurikjan (262,5 kg) e davanti al giapponese Kenkichi Andō (250 kg).
L'anno successivo Cziura vinse la medaglia di bronzo ai campionati mondiali di Stoccarda, dopo aver fatto il salto alla categoria superiore dei pesi piuma, alle spalle del sovietico Nikolaj Kolesnikov e del bulgaro Janko Rusev. Questa competizione era valida anche come campionato europeo.